# Chlorops adamsi
Chlorops adamsi är en tvåvingeart som beskrevs av Curtis W. Sabrosky 1935. Chlorops adamsi ingår i släktet Chlorops och familjen fritflugor. Inga underarter finns listade i Catalogue of Life.